# Cratere Mulgildie
Mulgildie è un cratere sulla superficie di Mathilde.